# Toronaeus magnificus
Toronaeus magnificus är en skalbaggsart som först beskrevs av Friedrich F. Tippmann 1953.  Toronaeus magnificus ingår i släktet Toronaeus och familjen långhorningar. Inga underarter finns listade i Catalogue of Life.